# Life Thru a Lens
Life Thru a Lens ist das Debütalbum des britischen Popsängers Robbie Williams aus dem Jahr 1997.

## Hintergrund
Die Erstveröffentlichung von Life Thru a Lens erfolgte am 10. September 1997 durch Chrysalis Records und ist das erste Soloalbum von Williams, nach seinem Ausstieg bei Take That. Alle Kompositionen und Texte stammen von Williams selbst, neun davon verfasste er in Zusammenarbeit mit Guy Chambers. Chambers zeichnete darüber hinaus, zusammen mit Steve Power, für die Produktion aller Titel verantwortlich.

## Titelliste
| #   | Titel                                          | Länge |
| --- | ---------------------------------------------- | ----- |
| 1.  | Lazy Days                                      | 3:54  |
| 2.  | Life thru a Lens                               | 3:07  |
| 3.  | Ego a Go Go                                    | 3:34  |
| 4.  | Angels                                         | 4:25  |
| 5.  | South of the Border                            | 3:53  |
| 6.  | Old Before I Die                               | 3:53  |
| 7.  | One of God’s Better People                     | 3:33  |
| 8.  | Let Me Entertain You                           | 4:22  |
| 9.  | Killing Me                                     | 3:56  |
| 10. | Clean                                          | 3:55  |
| 11. | Baby Girl Window                               | 3:18  |
| 12. | Hello Sir (Hidden Track der „Special Edition“) | 1:27  |

## Kommerzieller Erfolg

### Chartplatzierungen
| ChartsChartplatzierungen     | Höchstplatzierung | Wochen |
| ---------------------------- | ----------------- | ------ |
| Deutschland (GfK)            | 42 (14 Wo.)       | 14     |
| Österreich (Ö3)              | 33 (6 Wo.)        | 6      |
| Schweiz (IFPI)               | 39 (1 Wo.)        | 1      |
| Vereinigtes Königreich (OCC) | 1 (147 Wo.)       | 147    |

| ChartsJahrescharts (1997)    | Platzierung |
| ---------------------------- | ----------- |
| Vereinigtes Königreich (OCC) | 96          |

| ChartsJahrescharts (1998)    | Platzierung |
| ---------------------------- | ----------- |
| Vereinigtes Königreich (OCC) | 4           |

| ChartsJahrescharts (1999)    | Platzierung |
| ---------------------------- | ----------- |
| Vereinigtes Königreich (OCC) | 33          |

### Auszeichnungen für Musikverkäufe
| Land/Region                  | Auszeichnungen für Musikverkäufe (Land/Region, Auszeichnung, Verkäufe) | Verkäufe    |
| ---------------------------- | ---------------------------------------------------------------------- | ----------- |
| Australien (ARIA)            | Gold                                                                   | 35.000      |
| Belgien (BRMA)               | Gold                                                                   | (25.000)    |
| Dänemark (IFPI)              | Gold                                                                   | (25.000)    |
| Deutschland (BVMI)           | Gold                                                                   | (250.000)   |
| Europa (IFPI)                | 3× Platin                                                              | 3.000.000   |
| Golf-Kooperationsrat (IFPI)  | Gold                                                                   | 15.000      |
| Irland (IRMA)                | 4× Platin                                                              | (60.000)    |
| Neuseeland (RMNZ)            | 2× Platin                                                              | 30.000      |
| Niederlande (NVPI)           | Gold                                                                   | (40.000)    |
| Schweiz (IFPI)               | Gold                                                                   | (25.000)    |
| Spanien (Promusicae)         | Gold                                                                   | (50.000)    |
| Vereinigtes Königreich (BPI) | 8× Platin                                                              | (2.400.000) |
| Insgesamt                    | 8× Gold · 17× Platin ·                                                 | 3.080.000   |

Hauptartikel: Robbie Williams/Auszeichnungen für Musikverkäufe